# Issam Al-Sabhi
Issam Al-Sabhi (Mascate, Omán; 1 de mayo de 1997) es un futbolista de Omán que juega en la posición de delantero con el Al-Quwa Al-Jawiya de la Liga de Estrellas de Irak desde el año 2025.

## Carrera

### Club
| Periodo   | Club                       |
| --------- | -------------------------- |
| 2017–2019 | Al-Shabab SC               |
| 2019–2020 | Al-Rustaq Club             |
| 2020–2022 | Al-Suwaiq Club             |
| 2022      | → Al-Okhdood Club (cedido) |
| 2022–2023 | Al-Suwaiq Club             |
| 2023-2025 | Al-Nahda Club              |
| 2025-     | Al-Quwa Al-Jawiya          |

### Selección nacional
Debutó con Omán el 10 de octubre de 2019 en la victoria por 3-0 sobre Afganistán en Mascate por la clasificación de AFC para la Copa Mundial de Fútbol de 2022 y su primer gol internacional lo anotó el 2 de septiembre de 2021 en la victoria por 1-0 sobre Japón en Suita por la clasificación de AFC para la Copa Mundial de Fútbol de 2022.
Su primer torneo internacional fue la Copa Asiática 2023.